# Ursida
Ursida – parworząd ssaków z podrzędu psokształtnych (Caniformia) w obrębie rzędu drapieżnych (Carnivora).

## Podział systematyczny
Do parworzędu należy jedna występująca współcześnie rodzina: 
- Ursidae G. Fishcer, 1817 – niedźwiedziowate

Opisano równnież rodziny wymarłe:
- Hemicyonidae Frick, 1926
- Subparictidae Baskin & Tedford, 1996

Rodzaj wymarły nie sklasyfikowany w żadnej z powyższych rodzin:
- Adracon Filhol, 1885 – jedynym przedstawicielem był Adracon quercyi Filhol, 1885